# Georgia Europea
Georgia Europea (en georgiano: ევროპული  საქართველო, evropuli Sak'arte'velo) es un partido político de oposición de Georgia. Fue creado en enero de 2017 por el político Davit Bakradze.

## Historia
El partido tiene escaños en el Parlamento de Georgia como resultado de las elecciones parlamentarias de 2016, en las que sus miembros se postularon como parte del opositor Movimiento Nacional Unido (UNM). Después de un desacuerdo interno, una parte significativa del grupo parlamentario y el liderazgo de la UNM (incluidos Giga Bokeria, Sergi Kapanadze y Elene Khoshtaria) se separaron. La entidad separatista tomó el vehículo legal en gran parte desconocido de un partido anterior cuyo liderazgo incluía al propio hijo de Nugzar Tsereteli, Gigi Tsereteli, y se había presentado anteriormente en coalición con la UNM. La facción separatista en el Parlamento inicialmente se renombró a sí misma como Georgia europea, antes de elegir el nombre de Movimiento por la Libertad-Georgia Europea durante una presentación de Davit Bakradze el 30 de enero de 2017. En la misma fecha, el líder del partido Gigi Ugulava fue nombrado secretario general interino. en su lugar hasta que se pueda celebrar una conferencia del partido.
El partido celebró su primera convención el 27 de mayo, durante la cual eligieron a Bakradze como presidente del partido, a Ugulava como secretario general, y aprobaron el nombre del partido como Georgia Europea - Movimiento por la Libertad.

## Ideología
El partido comparte mucho con el conservadurismo liberal de la UNM, siendo la principal diferencia entre los dos su enfoque de la política. Entre otras cosas, la Georgia europea tiene un compromiso más firme de participar en las elecciones en lugar de boicotearlas. En una entrevista con el sitio web de noticias en línea Netgazeti, Giorgi Ugulava distinguió al Movimiento por la Libertad como más liberal que la UNM, describiendo específicamente a la UNM como populista y comunitaria.

## Historial electoral
| 2020 | Davit Bakradze |